# حمام القراحله
حمام القراحله (به عربی: حمام القراحلة) یک روستا در سوریه است که در استان لاذقیه واقع شده‌است. حمام القراحله ۹۲۱ نفر جمعیت دارد.